# Barão de Barreto
Barão de Barreto foi um título criado pelo Regente D. Fernando II, em nome de D. Pedro V, por Decreto de 6 de Junho de 1855 a favor de Henrique Bliss e Barreto, súbdito britânico.
O título foi originalmente criado como Barão de Bliss, tendo a transferência da designação do mesmo título para Barão de Barreto sido determinada por Decreto de 3 de Julho de 1873, em virtude do agraciado ter herdado uma importante Casa em Espanha, que lhe legara o Coronel Carlos António Barreto, impondo-lhe a obrigação de usar o apelido Barreto.

## Barão de Barreto (1855)

### Titulares
- Henrique Bliss e Barreto (1818–1890), 1.º Barão de Barreto
- Henrique Eduardo Vítor Barreto, 2.º Barão de Barreto

### Armas
Escudo truncado tendo o campo do angulo direito de negro, e o campo do angulo esquerdo de vermelho; com uma barra de prata em faixa, carregada de duas lisonjas fusadas de esmalte azul, tendo em cada um dos campos do escudo duas flores de lis de oiro em aspa; na parte inferior do mesmo escudo a divisa — DEUS NOBISCUM QUIS CONTRA. — Timbre — um braço erguido, tendo na mão dois dardos e uma flecha.